# Liste der Bodendenkmale in Ruhland
In der Liste der Bodendenkmale in Ruhland sind alle Bodendenkmale der brandenburgischen Stadt Ruhland einschließlich Ortsteil Arnsdorf aufgelistet. Grundlage ist die Veröffentlichung der Landesdenkmalliste mit dem Stand vom 31. Dezember 2020. Die Baudenkmale sind in der Liste der Baudenkmale in Ruhland aufgeführt.
|    | Gemarkung       | Flur | Kurzansprache                                                                                      | Bodendenkmalnummer | Bemerkung | Bild |
| -- | --------------- | ---- | -------------------------------------------------------------------------------------------------- | ------------------ | --------- | ---- |
| 1  | Arnsdorf (Lage) | 5    | Dorfkern deutsches Mittelalter, Siedlung Urgeschichte, Dorfkern Neuzeit, Mühle Neuzeit             | 80434              |           |      |
| 2  | Arnsdorf (Lage) | 5    | Siedlung Urgeschichte                                                                              | 80445              |           |      |
| 3  | Arnsdorf (Lage) | 2    | Pechhütte deutsches Mittelalter                                                                    | 80470              |           |      |
| 4  | Ruhland (Lage)  | 4    | Altstadt deutsches Mittelalter, Friedhof deutsches Mittelalter, Altstadt Neuzeit, Friedhof Neuzeit | 80291              |           |      |
| 5  | Ruhland (Lage)  | 3    | Rast- und Werkplatz Mesolithikum                                                                   | 80395              |           |      |
| 6  | Ruhland (Lage)  | 4    | Rast- und Werkplatz Mesolithikum                                                                   | 80452              |           |      |
| 7  | Ruhland (Lage)  | 5    | Rast- und Werkplatz Mesolithikum                                                                   | 80453              |           |      |
| 8  | Ruhland (Lage)  | 5    | Rast- und Werkplatz Mesolithikum                                                                   | 80454              |           |      |
| 9  | Ruhland (Lage)  | 4    | Rast- und Werkplatz Mesolithikum                                                                   | 80455              |           |      |
| 10 | Ruhland (Lage)  | 3    | Rast- und Werkplatz Mesolithikum                                                                   | 80456              |           |      |
| 11 | Ruhland (Lage)  | 3    | Rast- und Werkplatz Mesolithikum                                                                   | 80457              |           |      |
| 12 | Ruhland (Lage)  | 5    | Rast- und Werkplatz Mesolithikum                                                                   | 80458              |           |      |
| 13 | Ruhland (Lage)  | 4    | Rast- und Werkplatz Mesolithikum                                                                   | 80459              |           |      |
| 14 | Ruhland (Lage)  | 3    | Rast- und Werkplatz Mesolithikum                                                                   | 80460              |           |      |
| 15 | Ruhland (Lage)  | 6    | Rast- und Werkplatz Mesolithikum                                                                   | 80461              |           |      |
| 16 | Ruhland (Lage)  | 4    | Rast- und Werkplatz Mesolithikum                                                                   | 80462              |           |      |
| 17 | Ruhland (Lage)  | 7    | Rast- und Werkplatz Mesolithikum                                                                   | 80463              |           |      |
| 18 | Ruhland (Lage)  | 5    | Rast- und Werkplatz Mesolithikum                                                                   | 80464              |           |      |
| 19 | Ruhland (Lage)  | 4    | Mühle Neuzeit                                                                                      | 80465              |           |      |
| 20 | Ruhland (Lage)  | 4    | Mühle Neuzeit                                                                                      | 80467              |           |      |
| 21 | Ruhland (Lage)  | 8    | Mühle Neuzeit                                                                                      | 80468              |           |      |
| 22 | Ruhland (Lage)  | 8    | Mühle Neuzeit                                                                                      | 80469              |           |      |